# Lidarno
Lidarno (Lidarne in dialetto perugino) è una frazione del comune di Perugia (PG). Questo piccolo paese era anticamente conosciuto col nome di San Gilio dei Pianajoli (Sant'Egidio degli abitanti di pianura), poiché collocato sulla pianura (202 m s.l.m.) in prossimità del fiume Tevere, alla sua sinistra. Il nome attuale, derivato dal piccolo torrente Rio d'Arno, gli venne assegnato a partire dal XV secolo. Situato a metà strada tra Sant'Egidio e Ponte Valleceppi, è facilmente raggiungibile grazie ad una uscita della superstrada E45. Nelle settimane del 25 aprile e del 1º maggio vi viene celebrata la Festa di San Pietro Martire, un predicatore domenicano del XVI secolo a cui è dedicata la chiesa parrocchiale. È abitato da 84 residenti e ha una propria squadra di calcio a 5 . il paese presenta una chiesa un campo da calcio a 5 diverse case e la discoteca Gradisca 
Presenta una rotonda disegnata per terra.